# Nihtaur
Nihtaur är en ort i Indien.   Den ligger i distriktet Bijnor och delstaten Uttar Pradesh, i den norra delen av landet, 140 km nordost om huvudstaden New Delhi. Nihtaur ligger 243 meter över havet och antalet invånare är 48 389.
Terrängen runt Nihtaur är mycket platt. Runt Nihtaur är det tätbefolkat, med 947 invånare per kvadratkilometer. Närmaste större samhälle är Nagīna, 14,2 km norr om Nihtaur. Trakten runt Nihtaur består till största delen av jordbruksmark.